# Davit Kezerashvili
Davit Kezerashvili (georgiano: დავით კეზერაშვილი) es el exministro de Defensa de Georgia. fue destituido como ministro de Defensa y luego condenado en ausencia por malversación de más de 5 millones de euros de fondos gubernamentales.

## Biografía
Kezerashvili nació en Tiflis, Georgia el 22 de septiembre de 1978. Realizó sus estudios en Rusia e Israel. Estudió Derecho y Relaciones Internacionales en la Universidad Estatal de Tiflis.
Después de trabajar en el Ministerio de Justicia se convirtió en asistente de Mijeíl Saakashvili. Saakashvili le ayudó a convertirse en alcalde de Tiflis.
Trabajó en el Ministerio de Hacienda entre 2004 y 2006, llegando a ser el jefe de la fuerza de policía financiera. El 11 de noviembre de 2006 fue ascendido a ministro de Defensa de Georgia, sustituyendo a Irakli Okruashvili.

## Posición Política
Kezerashvili es miembro fundador del liberal Movimiento Nacional Unido.
También es un estrecho aliado del personal del partido dirigente, el presidente georgiano Saakashvili.
Shalva Natelashvili del Partido Laborista georgiano Kezerashvili criticó la designación, argumentando que él “nunca ha servido en el ejército… ni siquiera tiene el título de sargento y no tiene ninguna pista sobre las fuerzas armadas”.
Como jefe de la policía financiera, Kezerashvili ha recibido fuertes críticas por las tácticas con las manos en incursionar en las empresas. [cita requerida]
- Datos: Q381891
- Multimedia: Davit Kezerashvili / Q381891